# Quadrato

Rappresentazione di quadrato nella geometria euclidea.

Un quadrato, in geometria, è un quadrilatero regolare, cioè un poligono con quattro lati e quattro angoli congruenti.

## Confronto con altre figure geometriche
Il quadrato è un caso particolare di rombo (in quanto ha tutti e quattro i lati congruenti) e di rettangolo (in quanto ha quattro angoli congruenti) quindi è un caso particolare di parallelogramma (in quanto ha i lati a due a due paralleli).

## Caratteristiche principali nella geometria euclidea
Le diagonali di un quadrato euclideo sono congruenti e perpendicolari, il loro punto di intersezione le divide a metà e misurano come il lato moltiplicato per la radice quadrata di 2:
{\displaystyle {\mbox{diagonale}}={\mbox{lato}}\cdot {\sqrt {2}}}
Questa formula si dimostra con il teorema di Pitagora. Ciascuna diagonale, infatti, divide il quadrato in due triangoli rettangoli per i quali vale che la somma dei quadrati costruiti sui cateti è equivalente al quadrato costruito sull'ipotenusa (che è la diagonale).
{\displaystyle AC={\sqrt {AD^{2}+CD^{2}}}={\sqrt {l^{2}+l^{2}}}={\sqrt {2\cdot l^{2}}}=l\cdot {\sqrt {2}}}.
Il perimetro di un quadrato, visto che ha tutti i lati congruenti, misura:
{\displaystyle {\mbox{lato}}\cdot 4}
L'area di un quadrato, visto che l'altezza e la base sono congruenti, misura:
{\displaystyle {\mbox{lato}}^{2}}
ma si può calcolare anche come
{\displaystyle {\frac {{\mbox{diagonale}}^{2}}{2}}} per il teorema di Pitagora.
Da ciò si deduce che la diagonale di un quadrato di area a è il lato del quadrato con Area 2a.
Il quadrato possiede 4 assi di simmetria: 2 passanti per una coppia di vertici opposti e 2 passanti per una coppia di punti medi dei lati.
Il punto di intersezione delle due diagonali è detto centro del quadrato ed è centro di simmetria di rotazione e di simmetria centrale per il quadrato. L'ordine della simmetria di rotazione del quadrato è 4; in altre parole, il quadrato è invariante per le rotazioni intorno al suo centro relative agli angoli {\displaystyle k{\frac {\pi }{2}}{\mbox{rad}}=k90^{\circ }{\mbox{ per }}k=0,1,2,3}; naturalmente la rotazione di {\displaystyle \,\pi } radianti è la simmetria centrale.

## Equazione di un quadrato su un piano cartesiano
Il quadrato {\displaystyle Q} di lato 2 e centro l'origine può essere descritto in vari modi. Ad esempio:
{\displaystyle Q={\big \{}(x,y)\ {\big |}\ |x|\leq 1,|y|\leq 1{\big \}}.}
Il suo bordo è quindi
{\displaystyle \partial Q={\big \{}(x,y)\ {\big |}\ |x|=1,|y|\leq 1\}\cup \{(x,y)\ |\ |y|=1,|x|\leq 1{\big \}}.}
Questo può essere anche descritto come
{\displaystyle \partial Q={\big \{}(x,y)\ {\big |}\ 0<\lim _{n\rightarrow \infty }x^{2n}+y^{2n}<\infty {\big \}}.} In matematica, questo quadrato rappresenta la palla unitaria del piano rispetto alla norma uniforme.
Più in generale, l'equazione cartesiana di un quadrato avente centro nell'origine degli assi è: {\displaystyle Q:{\big |}ax+by|+|bx-ay|\leq 1,\quad \ a\neq \ 0\ \lor \ b\neq \ 0}
Se si considera invece il centro del quadrato nel punto di coordinate {\displaystyle {\big (}x_{0},y_{0})} l'equazione diventa: 
{\displaystyle Q:{\big |}a(x-x_{0})+b(y-y_{0})|+|b(x-x_{0})-a(y-y_{0})|\leq 1}
da cui:
{\displaystyle Q:{\big |}ax+by-ax_{0}-by_{0}|+|bx-ay-bx_{0}+ay_{0}|\leq 1}
ovvero nella forma più generale possibile:
{\displaystyle Q:{\big |}ax+by+p|+|bx-ay+q|\leq 1,\quad \ a\neq \ 0\ \lor \ b\neq \ 0}
Il cui bordo è quindi:
{\displaystyle Q:{\big |}ax+by+p|+|bx-ay+q|=1,\quad \ a\neq \ 0\ \lor \ b\neq \ 0}

## Esistenza del quadrato

Rappresentazione di quadrato nel disco di Poincaré, esso ha angoli acuti.

Una dimostrazione costruttiva dell'esistenza del quadrato è data da Euclide nella proposizione 46 del I libro degli Elementi, subito prima di usare questa figura nell'enunciare e dimostrare il teorema di Pitagora. Nella tradizione didattica moderna l'esistenza dei quadrati è invece in genere data per scontata. Bisogna notare che la dimostrazione euclidea usa indirettamente il V postulato e l'esistenza di quadrati non è garantita nelle geometrie non euclidee.
Ad esempio, in geometria iperbolica non esistono poligoni con quattro lati uguali e quattro angoli retti: la somma degli angoli interni di un quadrilatero iperbolico è infatti sempre strettamente minore di un angolo giro.

## Costruzione
Un quadrato può essere inscritto in una circonferenza con riga e compasso. Qui sotto ne è mostrata un'animazione: